# 圆叶椒草
圓叶椒草（学名：Peperomia obtusifolia）为胡椒科椒草属下的一个种。
原產於委內瑞拉、熱帶美洲及西印度群島。可長至20~40公分高的常綠多年生植物，帶有杯狀且似皮革的葉子，和長達12公分長的白色花朵的窄穗。最低生長溫度 15 °C。
光線太強時不適成長
對空氣溼度要求不高，能忍受乾燥室內環境。植株耐陰、耐旱、少見病蟲害，為良好的室內觀賞植物。葉面有薄膜，過度澆水常導致莖葉易腐。建議澆水周期:7-10天(請依氣溫及濕度條件彈性調整)。

## 扩展阅读
- 維基物種上的相關：圆叶椒草